# Ен (Приморски Шарант)
Ен (фр. Haimps) насеље је и општина у западној Француској у региону Поату-Шарант, у департману Приморски Шарант која припада префектури Сен Жан д'Анжели.
По подацима из 2011. године у општини је живело 471 становника, а густина насељености је износила 25,5 становника/km². Општина се простире на површини од 18,47 km². Налази се на средњој надморској висини од 55 метара (максималној 100 m, а минималној 41 m).

## Демографија
| 1962. | 1968. | 1975. | 1982. | 1990. | 1999. | 2011. |
| ----- | ----- | ----- | ----- | ----- | ----- | ----- |
| 505   | 550   | 495   | 510   | 466   | 427   | 471   |

График промене броја становника у току последњих година